# 牙と翼
「牙と翼」（きばとつばさ）は、May'nの楽曲。17枚目のシングルとして2019年7月31日にFlyingDogから発売された。

## 概要
May'nのシングルとしては前作「天使よ故郷を聞け」から約1年ぶりのリリースとなる。
ミニアルバム『YELL!!』と同時リリースである。
表題曲「牙と翼」は、テレビアニメ『胡蝶綺 〜若き信長〜』のエンディングテーマに使用された。
3曲目の「Starring」は、PCゲーム『恒星少女- Do The Scientists Dream of Girls' Asterism?』オープニングテーマであり、配信限定にて先行配信されている。

## シングル収録曲
| #         | タイトル                              | 作詞       | 作曲                 | 編曲                 | 時間  |
| --------- | ------------------------------------- | ---------- | -------------------- | -------------------- | ----- |
| 1.        | 「牙と翼」                            | 宮川弾     | 川崎智哉             | 佐藤純一             | 5:23  |
| 2.        | 「「愛してる」なんて」                | 小澤ちひろ | VaChee、Ryo Yamazaki | VaChee、Ryo Yamazaki | 4:12  |
| 3.        | 「Starring」                          | May’n      | 中野領太             | 新田目翔             | 4:23  |
| 4.        | 「牙と翼」(without May'n)             |            |                      |                      | 5:22  |
| 5.        | 「「愛してる」なんて」(without May'n) |            |                      |                      | 4:12  |
| 6.        | 「Starring」(without May'n)           |            |                      |                      | 4:19  |
| 合計時間: | 合計時間:                             | 合計時間:  | 合計時間:            | 合計時間:            | 27:51 |